# Sontheim an der Brenz
Sontheim an der Brenz är en kommun och ort i Landkreis Heidenheim i regionen Ostwürttemberg i Regierungsbezirk Stuttgart i förbundslandet Baden-Württemberg i Tyskland. Den tidigare kommunen Bergenweiler uppgick i Sontheim an der Brenz 1 mars 1972 och Brenz 1 januari 1974.
Staden ingår i kommunalförbundet Sontheim-Niederstotzingen tillsammans med kommunen Niederstotzingen.